# Гавнё (остров)
Гавнё (дат. Gavnø) — остров в заливе Карребек-фьорд (Балтийское море). Административно принадлежит коммуне Нествед (область Зеландия, Дания).
По данным 2020 года площадь Гавнё составляет 5,6—5,8 км², на нём проживает 35 человек. С берегом остров соединяет автомобильный мост длиной около 150 метров, в некоторых местах расстояние между островом и «большой землёй» не превышает 60 метров.
С 1205 года по настоящее время остров находится в частном владении. Известен, прежде всего, своим древним за́мком. Самым известным хозяином острова был граф Отто Тотт (1703—1785), гехаймрат, землевладелец, библиофил и коллекционер. Остров принадлежал ему с 1737 года до самой смерти в 1785 году.
Также на острове варится особенный сорт пива, имеющий семь видов и носящий то же название Gavnø.
На остров организован платный доступ туристам, которые прибывают сюда, чтобы увидеть за́мок, сад и цветники его окружающие.